# Bucks Fizz
Bucks Fizz fue una banda británica de pop, formada en 1981 para competir en el Festival de la Canción de Eurovisión de ese año. Ganaron con el tema "Making Your Mind Up", que es aún su tema más conocido. El grupo estuvo inicialmente formado por cuatro vocalistas: Bobby G, Cheryl Baker, Mike Nolan y Jay Aston. Su característica más destacada es que todos ellos eran rubios. Tras la victoria en Eurovisión en 1981 iniciaron una exitosa carrera alrededor del mundo, sobre todo en el Reino Unido, donde llegaron a obtener tres singles número 1, convirtiéndose en una de las bandas más vendidas de la década de 1980. Sus ventas mundiales ya han alcanzado las 15 millones de unidades.

## Álbumes
- Bucks Fizz (1981) UK #14
- Are You Ready (1982) UK #10
- Hand Cut (1983) UK #17
- Greatest Hits (1983) UK #25
- I Hear Talk (1984) UK #66
- Writing on the Wall (1986) UK #89
- The Story So Far (1988)
- Live At Fairfield Halls (1989)
- The Best of Bucks Fizz (1994)
- Golden Days (2002)
- Greatest Hits (2003)
- The Ultimate Anthology (2005)
- Legends (2005)
- The Lost Masters (2006)
- The Very Best of Bucks Fizz (2007) UK #40
- The Lost Masters Volume 2 (2008)